# Зейдель, Роберт
Роберт Зейдель 23 ноября 1850, Саксония — † 19 июля 1933, Цюрих) — швейцарский педагог, один из теоретиков «трудовой школы», профессор Цюрихского университета.

## Биография
Роберт Зейдель, окончив народную школу, начал работать на местной фабрике. Путем самообразования сдал экзамены за учительскую семинарию, затем работал учителем, посещал Цюрихский университет. С 1890 года редактировал газету «Рабочий голос». Позже основал журнал «Народное право».
Преподавал в Федеральной высшей технической школе и в Цюрихском университете. С 1896 года занимал ряд гражданских должностей в Цюрихском кантоне. Позже вступил в членство социал-демократической партии и был президентом рабочего секретариата Цюрихского униона.
В 80-х годах 19 века выдвинул идею о трудовой школе, которая могла, по его мнению, осуществиться лишь тогда, когда общество признает труд основой всей культуры. Первая такая школа была создана в 1882 году как коллективная трудовая колония, в которой использовалось около 20 видов производственного труда.
В 20-х годах 20 века Зейдель предложил идею гражданского воспитания, основанной на общей морали. Он был один из инициаторов разработки социальной педагогики.

## Избранные работы
- «Трудовая школа как социальная необходимость»